# فوق تخصص
فوق تخصص یک حوزه محدود از دانش/توانمندی حرفه‌ای است که بیشتر برای توصیف تخصص‌های پرشمار پزشکی استفاده می‌شود. یک فوق متخصص در واقع دارای یک تخصص خاص در یک تخصص است.
فوق تخصص در پزشکی بیشتر در پزشکی داخلی، قلب، مغز و اعصاب و آسیب‌شناسی رایج است. فوق تخصص با پیچیده‌تر شدن کارها در پزشکی رشد کرده است و روشن شده که حجم موارد یک پزشک با میزان عوارض یافت‌شده در آن‌ها ارتباط عکس دارد؛ یعنی عوارض با افزایش تعداد موارد در هر پزشک کاهش می‌یابد.

## در ایران
در ایران ۲۶ فوق تخصص پزشکی آموزش داده می‌شوند که به شرح زیر هستند:
- غدد درون ریز و متابولیسم
- روماتولوژی
- گوارش و کبد بالغین
- ریه
- نفرولوژی
- خون و سرطان بالغین
- بیماریهای عفونی و گرمسیری
- بیماری‌های قلب و عروق
- مراقبت‌های ویژه پزشکی
- قلب کودکان
- طب نوزادی و پیرامون تولد
- خون و سرطان کودکان
- کلیه کودکان
- گوارش کودکان
- عفونی کودکان
- غدد دورن ریز و متابولیسم کودکان
- مغز و اعصاب کودکان
- روماتولوژی کودکان
- ریه کودکان
- آلرژی و ایمونولوژی بالینی
- روانپزشک کودک و نوجوان
- جراحی پلاستیک ترمیمی و سوختگی
- جراحی توراکس
- جراحی کودکان
- جراحی قلب و عروق
- جراحی عروق